# Ifeoma Ozoma
Ifeoma Ozoma (nascida em 1991 ou 1992) é uma especialista norte-americana em políticas públicas e advoga pela equidade na indústria da tecnologia. Depois de dois anos a trabalhar em Políticas Públicas para o Pinterest, Ozoma pediu demissão e revelou ter sido vítima de abusos e discriminação racial dentro da empresa. Posteriormente, abriu uma empresa de consultoria chamada Earthseed e trabalhou para defender a legislação de proteção de denunciantes e outras proteções de trabalhadores no setor de tecnologia. Ozoma é ainda diretora de responsabilidade tecnológica na Universidade da Califórnia, no LA Center de Raça e Justiça Digital. O trabalho de Ifeoma Ozomo foi distinguido pelas revistas The Root e Time.

## Infância e Educação
Filha de imigrantes nigerianos, Ozoma cresceu em Anchorage, Alasca, e Raleigh, Carolina do Norte. Fez o ensino secundário em Choate Rosemary Hall, num internato particular preparatório para a faculdade, em Connecticut. Formou-se em ciências políticas pela Yale University em 2015.

## Carreira e ativismo
Depois de se formar, em 2015, Ozoma começou a trabalhar na área de políticas públicas no Google, em Washington DC, e em colaboração com o governo.
Depois, passou dois anos no Facebook, no Vale do Silício, na área de relações internacionais.

### Pinterest
Em 2018, Ozoma ingressou na recém-formada equipa de políticas públicas e impacto do Pinterest. Enquanto colaboradora da empresa, liderou a iniciativa amplamente elogiada de acabar com a promoção de antigas plantações de escravos como locais de casamento. Ela também trabalhou em assuntos como desinformação médica e ajudou o Pinterest a implementar uma política para banir o conteúdo anti-vacinação da sua plataforma.
Ainda no Pinterest, Ozoma passou um ano a defender um aumento de salário, de forma a que este chegasse ao mesmo nível dos seus colegas com responsabilidades e experiência profissional similares. Ela acabou por contratar um advogado para ajudá-la nas negociações sobre o seu título profissional e remuneração. Depois que Ozoma sugeriu que a empresa adicionasse um aviso de conteúdo às postagens de Ben Shapiro - um comentador político conservador que ela descreveu como um "supremacista branco" - um colega colaborou com um grupo de direita para revelar os dados pessoais de Ozoma, como nome, fotografias e número de telefone pessoal em sites extremistas. Ozoma começou a receber ameaças de morte. O Pinterest não ajudou Ozoma a remover as informações, nem puniu o funcionário responsável.
Já frustrada com o que descreveu como uma resposta "perigosamente inadequada" ao incidente do doxing e com a defesa infrutífera de um aumento salarial, a crítica de um gestor numa avaliação de desempenho da linguagem utilizou na questão da polémica sobre as antigas plantações de escravos foi a gota d'água para. Em maio de 2020, Ozoma renunciou ao cargo e apresentou uma queixa ao Departamento de Emprego Justo e Habitação da Califórnia (DFEH). Ela finalmente chegou a um acordo com o Pinterest.

Ozoma começou a discutir publicamente as suas experiências em junho, quebrando um acordo de não divulgação, depois que o Pinterest declarou o que ela acreditava ser um apoio vazio às vidas negras, após os protestos de George Floyd e à defesa do Black Lives Matter em todo o país. Junto com a colega Aerica Shimizu Banks, que também pediu demissão e apresentou queixa ao DFEH, Ozoma declarou publicamente que havia sido paga injustamente no Pinterest e que enfrentou retaliações ao pedir mudanças. Ambas as mulheres criticaram o ambiente como hostil e discriminatório em relação às mulheres negras. Em agosto, os funcionários do Pinterest fizeram uma paralisação para protestar contra os maus-tratos da empresa às mulheres, principalmente às mulheres negras.
Ozoma e Banks receberam, cada uma, menos de um ano de indenização quando se demitiram. Alguns meses depois, Françoise Brougher, ex -diretora de operações do Pinterest, recebeu um prêmio de US$ 22,5 milhões num processo de discriminação de gênero contra a empresa. Outros na indústria de tecnologia, incluindo Timnit Gebru, criticaram o Pinterest pelo que consideraram uma disparidade racista na forma como a empresa tratou Ozoma e Banks, e como trataram Brougher, que é branca. De acordo com o The Guardian, Ozoma e Banks "lançaram as bases" para que outros na empresa, incluindo Brougher, falassem sobre discriminação. Ozoma descreveu o acordo como um "tapa na cara".
Em novembro de 2021, o Pinterest resolveu um processo de acionistas movido pelo Sistema de Reformas dos Funcionários de Rhode Island que alegava que os executivos permitiam uma cultura tóxica de discriminação. O processo foi baseado nas alegações feitas por Ozoma e Banks. O acordo destinou $ 50 milhões em esforços de diversidade, equidade e inclusão na empresa.
Depois de se demitir do Pinterest, Ozoma fundou a Earthseed, uma empresa de consultoria focada em patrimônio na indústria de tecnologia.

### Acto "Silenced no More"
Ozoma co-patrocinou  a Lei "Silenced no More" (Silenciados Nunca Mais) da Califórnia, legislação que protege os funcionários que falam sobre assédio e discriminação mesmo que tenham assinado um acordo de confidencialidade . O projeto de lei foi de autoria de Ozoma e da senadora Connie Leyva, e foi aprovado pela Assembleia Estadual da Califórnia . Foi sancionado pelo governador Gavin Newsom em outubro de 2021 e entrou em vigor a 1 de janeiro de 2022.
No outono de 2021, Ozoma inspirou Chelsey Glasson, uma ex-funcionária do Google que processou a empresa por discriminação na gravidez e trabalhou com Cher Scarlett, uma ex-engenheira de software da Apple e ativista trabalhista que foi líder do movimento #AppleToo, para trazer um projeto de lei semelhante ao estado de Washington, que foi aprovado em março de 2022. O Google e a Apple se comprometeram com as proteções Silenced No More para todos os funcionários.

### Proposta de acionista da Apple
Em setembro de 2021, Ozoma, o grupo de defesa de acionistas sem fins lucrativos Open MIC e as empresas de investimento em impacto social Whistle Capital e Nia Impact Capital apresentaram uma proposta de acionista à Apple. O grupo pediu à empresa que realizasse uma avaliação de risco em relação às cláusulas de não divulgação impostas aos funcionários que sofreram assédio ou discriminação.  A proposta veio após uma sugestão menos formal de Ozoma e Nia, para adicionar proativamente uma declaração aos contratos de trabalho dizendo que os funcionários não foram impedidos de "discutir ou divulgar informações sobre atos ilegais no local de trabalho, como assédio ou discriminação". A Apple recusou, dizendo que isso já estava refletido na sua Política de Conduta nos Negócios.
Em 18 de outubro de 2021, a Apple apresentou uma resposta sem ação à proposta do acionista junto à Comissão de Valores Mobiliários dos EUA (SEC), alegando que a Apple não utiliza os tipos de cláusulas de ocultação que Nia estava teria referenciado.
Em 22 de novembro de 2021, Nia apresentou uma resposta à Apple e à SEC, afirmando que estes haviam "recebido informações, fornecidas de forma confidencial, de que a Apple procurou usar cláusulas de ocultação no contexto de discriminação, assédio e outras reivindicações de violação trabalhista no local de trabalho". Scarlett revelou mais tarde que havia fornecido a informação a Nia. Em 21 de dezembro de 2021, a SEC decidiu contra o arquivamento da Apple, uma vitória para os ativistas. Oito ministros do Tesouro dos Estados Unidos pediram à SEC para investigar. Os acionistas votaram a favor da proposta da auditoria em 4 de março de 2022. A Apple publicou os resultados da auditoria em dezembro de 2022 e se comprometeu com a não aplicação das disposições que podem limitar "a capacidade de uma pessoa de falar sobre conduta [ilegal]".

### O manual do trabalhador técnico
Em colaboração com organizações como Omidyar Network, The Signals Network e Lioness, Ozoma lançou o Tech Worker Handbook em outubro de 2021. É um site que contém recursos gratuitos para profissionais de tecnologia que desejam tomar decisões mais informadas sobre se devem falar sobre questões de interesse público. O manual orienta os trabalhadores sobre o que eles podem encontrar no processo legal, como abordar a mídia e informações sobre como lidar com questões físicas e de segurança. Isso inclui histórias pessoais e recomendações de outros denunciantes de tecnologia.

## Reconhecimento
Ozoma foi distinguida em 2021 no "The Root 100" do The Root, uma lista anual dos afro-americanos mais influentes em vários campos.
Ozoma foi reconhecida pela Time em 2022 na lista Time 100 Next e foi homenageada como uma das 100 mulheres da BBC no mesmo ano.

## Vida pessoal
Ozoma reside em Santa Fé, Novo México .